# Dirk Kuijt
Dirk Kuijt ( [dɪrk kœyt]IPA), známý rovněž jako Dirk Kuyt (* 22. července 1980, Katwijk aan Zee), je bývalý nizozemský fotbalový reprezentant, který hrál mimo jiné za nizozemský klub Feyenoord Rotterdam nebo anglický klub Liverpool FC. Fotbalový univerzál vhodný i pro „černou práci“ na hřišti (odebírání míčů, přerušení akce soupeře atp.).

## Klubová kariéra
Kuijt začal svou kariéru v Utrechtu, kde nastal průlom v jeho kariéře v sezóně 1998/99, kdy vsítil 13 gólů o rok později jich nastřílel 20 a vzápětí se stěhoval do jednoho z nejlepších nizozemských klubů Feyenoordu Rotterdam. V dresu Feyenoordu se stal v sezóně 2004/05 nejlepším střelcem Eredivisie, vsítil celkem 29 gólů. V roce 2006 získal ocenění nizozemský fotbalista roku.
V létě 2006 přestoupil z Feyenoordu do anglického týmu Liverpool FC.

### Fenerbahçe Istanbul
V základní skupině C Evropské ligy 2012/13 pomohl k obsazení prvního místa a zisku 13 bodů. 4. října 2012 vstřelil gól německému celku Borussia Mönchengladbach (výhra 4:2) a právě tyto dva celky později společně postoupily do vyřazovací fáze Evropské ligy. 8. listopadu 2012 se jedním gólem podílel na vítězství 2:0 nad kyperským AEL Limassol. V šestnáctifinále vyřadilo Fenerbahçe běloruský klub FK BATE Borisov po výsledku 0:0 venku a 1:0 doma (tento zápas v Turecku se však hrál bez diváků), Kuijt nastoupil v základní sestavě v obou střetnutích. V osmifinále hrál v obou zápasech proti českému celku FC Viktoria Plzeň, turecký klub postoupil po výsledcích 1:0 venku a 1:1 doma do čtvrtfinále (domácí zápas opět bez diváků). Ve čtvrtfinále čekalo Fenerbahçe italské Lazio Řím s osmigólovým nejlepším střelcem Evropské ligy Liborem Kozákem v základní sestavě, ten se tentokrát neprosadil a turecký klub zvítězil doma nyní již před plnými ochozy 2:0. Kuijt jistil vítězství druhým gólem zápasu v 91. minutě. V semifinále dal jeden gól v odvetném zápase s portugalským klubem Benfica Lisabon. Benfica ale zvítězila 3:1, smazala prohru 0:1 z prvního zápasu v Istanbulu a postoupila do finále, Fenerbahçe bylo vyřazeno.
Na konci sezony 2013/14 se s Fenerbahçe radoval ze zisku ligového titulu, prvního v jeho kariéře.
V dubnu 2015 oznámil, že se po sezóně 2014/15 vrátí do Feyenoordu. V sezóně 2016/17 získal s klubem ligový titul, Kuijt o prvenství rozhodl hattrickem v posledním 34. kole nizozemské ligy Eredivisie proti týmu Heracles Almelo. Po sezóně ukončil Kuijt kariéru.

## Reprezentační kariéra
Na mezinárodní scéně na reprezentační úrovni si svůj debut odbyl 3. září 2004 v domácím přátelském zápase proti Lichtenštejnsku, který Nizozemsko vyhrálo 3:0.
Přestože byl nezkušeným hráčem, trenér Marco van Basten do něj vložil svou důvěru a Kuijt mohl začít s ospravedlňováním svého fotbalového umu. Svůj první reprezentační gól vstřelil v říjnu 2004 do sítě Makedonie v kvalifikačním utkání na Mistrovství světa ve fotbale 2006. Reprezentační kariéru ukončil po deseti letech začátkem října 2014 s bilancí 104 zápasů a 24 vstřelených gólů.

### Mistrovství světa 2010
Zúčastnil se Mistrovství světa 2010 v Jihoafrické republice, kde Nizozemci dokráčeli až do finále, v němž podlehli 0:1 Španělsku a získali stříbrné medaile.

### EURO 2012
Mistrovství Evropy 2012 v Polsku a na Ukrajině se Nizozemsku vůbec nezdařilo. Ačkoli bylo po suvérénní kvalifikaci považováno za jednoho z největších favoritů, prohrálo v základní skupině B všechny tři zápasy (v tzv. „skupině smrti“ postupně 0:1 s Dánskem, 1:2 s Německem a 1:2 s Portugalskem) a skončilo na posledním místě. Kuijt zasáhl pouze jako střídající hráč do střetnutí s Dánskem a Německem, vždy před koncem utkání.

### Mistrovství světa 2014
Trenér Louis van Gaal jej vzal na Mistrovství světa 2014 v Brazílii. Ve čtvrtfinále s Kostarikou (0:0, 4:3 na penalty) proměnil stejně jako jeho tři spoluhráči v závěrečném penaltovém rozstřelu svůj pokus a Nizozemsko postoupilo mezi čtyři nejlepší celky turnaje. V semifinále s Argentinou po výsledku 0:0 šel také kopat penaltu a proměnil ji. Nizozemci v rozstřelu ale podlehli 2:4 a šli do boje o bronzové medaile proti Brazílii, který vyhráli 3:0.